# Shelagh Delaney
Shelagh Delaney [ˈʃiːlə dəˈleini] (* 25. November 1938 in Broughton, Salford, Lancashire; † 20. November 2011 in Suffolk, East Anglia, England) war eine britische Schriftstellerin und Drehbuchautorin, die vor allem durch ihr Theaterstück Bitterer Honig (Originaltitel A Taste Of Honey) bekannt wurde.

## Leben
Shelagh Delaney, eine britische Schriftstellerin mit irischen Wurzeln, wurde 1938 in Salford, Lancashire geboren, wo auch ihr bekanntestes Werk Bitterer Honig spielt. Als sie zwölf Jahre alt war, sah sie das erste Mal ein Theaterstück, eine Laienaufführung von Shakespeares Othello, von der sie sehr beeindruckt war. Nachdem sie mit 17 Jahren die Schule abgebrochen hatte, arbeitete sie unter anderem als Verkäuferin und Empfangsdame.
Als 17-Jährige begann sie die Arbeit an Bitterer Honig, zuerst allerdings als Roman. Bald bemerkte sie, dass der Inhalt in Form eines Theaterstücks besser zur Geltung kommen würde und nahm sich zwei Wochen frei, um es umzuschreiben. Die Hauptfigur des Stückes ist das Mädchen Jo, das zusammen mit ihrer verantwortungslosen Mutter Helen in einem englischen Slum lebt. Das Drama konfrontiert den Leser mit einer Vielfalt sozialer Themen – ledige Mutterschaft, Rassismus und Homosexualität – mit einer Offenheit, die für das England der 1950er völlig neu war. Es porträtiert außerdem das Leben und Verhalten von typisch nordenglischen Arbeitern auf originelle Weise.
1958 wurde die Regisseurin Joan Littlewood auf das Werk aufmerksam und arrangierte eine Aufführung im Londoner East End. Kurz darauf wurde es auch im West End gespielt, wo es mehrere Jahre erfolgreich aufgeführt wurde und mehrere Preise gewann. 1960 kam es auf die Bühnen New Yorks und gewann auch dort eine Auszeichnung. Auf Anfrage mehrerer Regisseure schrieb Shelagh Delaney 1961 das Drehbuch für ihr Stück und erhielt dafür einen BAFTA für das Beste britische Drehbuch. Den Film, der den gleichen Namen wie das Stück trägt, drehte Tony Richardson und machte aus ihm den Schlüsselfilm der britischen New Wave des Kinos. Dadurch wurde Shelagh Delaney im Alter von 23 zu einer der bekanntesten Schriftstellerinnen ihrer Zeit. Für den Film komponierte Bobby Scott den späteren Evergreen A Taste of Honey, der im Roman jedoch nicht erwähnt war.
Seitdem zeigten ihre Werke eine bemerkenswerte Vielseitigkeit. 1960 folgte ihr zweites Theaterstück, The Lion in Love. 1963 veröffentlichte sie den Kurzgeschichtenband Sweetly Sings the Donkey, später auch mehrere Fernsehspiele und preisgekrönte Drehbücher wie zum Beispiel Dance with a Stranger (1982).
Ihre Werke hatten einen großen Einfluss auf Morrissey, den Sänger der Indie-Band The Smiths, der Zitate aus ihren Werken (allem voran Bitterer Honig) immer wieder in seine Liedtexte integrierte. Außerdem kann man die Schriftstellerin auf der Hülle des Smiths-Albums Louder Than Bombs und der Single Girlfriend in a Coma sehen.
Auch die Beatles verwendeten einen Titel Delaneys. So ist auf dem Debüt-Album Please Please Me eine Version von A Taste of Honey zu hören. Zudem ist der Titel des Liedes „Your Mother Should Know“ von Paul McCartney ein Zitat aus „A Taste of Honey“.
2006 entdeckte Peter Zadek das Stück Bitterer Honig fürs deutsche Theater wieder und inszenierte es am St. Pauli Theater in Hamburg mit Julia Jentsch und Eva Mattes in den Hauptrollen.
Shelagh Delaney starb wenige Tage vor ihrem 73. Geburtstag an den Folgen von Krebs und Herzversagen. Sie hinterließ ihre Tochter Charlotte und drei Enkelkinder.

## Werke
- A Taste Of Honey, 1958, dt. A Taste Of Honey. Erzählungen und Stücke, übersetzt von Tobias Schwartz, AvivA Verlag, Berlin 2019, ISBN 978-3-932338-77-9
- The Lion in Love, 1960, dt. Der verliebte Löwe, 2019 in: A Taste Of Honey. Erzählungen und Stücke, übersetzt von Tobias Schwartz, AvivA Verlag, Berlin 2019, ISBN 978-3-932338-77-9
- Sweetly Sings the Donkey, 1963, dt. Wodka und kleine Goldstücke, 1966 sowie neu übersetzt Süß singt der Esel, 2019 in: A Taste Of Honey. Erzählungen und Stücke, übersetzt von Tobias Schwartz, AvivA Verlag, Berlin 2019, ISBN 978-3-932338-77-9

## Verfilmungen
- 1961: Bitterer Honig (A Taste Of Honey) (Drama, schwarzweiß, 96 Minuten; Regie: Tony Richardson; Darsteller: Dora Bryan, Murray Melvin, Rita Tushingham)
- 1966: Ein erfolgreicher Blindgänger (Charlie Bubbles)
- 1985: Dance with a Stranger (Drama, 97 Minuten; Regie: Mike Newell; Darsteller: Miranda Richardson, Rupert Everett, Ian Holm)
- 1992: Tote Gleise (The Railway Station Man)